# Охотничий билет
Охо́тничий биле́т — в Российской Федерации официальный документ, удостоверяющий право лица, которое получило его в установленном законом порядке, на охоту.
Охотничий билет является документом единого федерального образца без ограничения срока и территории его действия, имеет учётные серию и номер. В замене охотничий билет единого федерального образца нуждается только в случае его утери или смены паспорта.

## История
История охотничьих билетов восходит к концу XIX века, когда российские власти обратилось к упорядочиванию законодательства об охоте. Так, уже в 1885 году были введены платежи за использование охотничьих ресурсов, под общим понятием «членские взносы», учреждались охотничьи билеты, удостоверяющие право охоты в определённых угодьях. В феврале 1892 года были приняты «Правила об охоте», где в частности отмечалось, что «никому не дозволяется охотиться без именного охотничьего свидетельства, выданного подлежащей властью». Подобное свидетельство мог получить каждый, уплативший соответствующий налог.
20 июня 1920 В. И. Лениным был подписан декрет «Об охоте». Согласно ему, «удостоверением на право производства охоты по всей территории Р.С.Ф.С.Р. служат членские билеты охотничьих союзов, зарегистрированные в Народном Комиссариате Земледелия, а в районах, где союзов ещё нет, — охотничьи билеты, выдаваемые органами Народного Комиссариата Земледелия». Также отмечалось, что «охотничьи билеты выдаются бесплатно и не подлежат оплате гербовым сбором, равно как самое право охоты не может облагаться никакими налогами», что очевидным образом противоречило дореволюционной практике. Однако уже в 1920-е годы сложилась другая юридическая практика, согласно которой «всякий охотник обязан выбрать охотничье свидетельство Народного комиссариата земледелия, оплатив его охотничьим сбором в установленном размере».
Согласно Постановлению Совета Министров — Правительства РСФСР от 10 октября 1960 г. № 1548 «Об утверждении Положения об охоте и охотничьем хозяйстве РСФСР» «удостоверением на право охоты служит охотничий билет с отметками о сдаче испытаний по охотничьему минимуму и об уплате государственной пошлины».

## Получение охотничьего билета
В Федеральном Законе от 24.07.2009 № 209-ФЗ «Об охоте и о сохранении охотничьих ресурсов…» в части 1 статьи 21 сказано, что «охотничий билет выдаётся физическим лицам, обладающим гражданской дееспособностью в соответствии с гражданским законодательством, не имеющим непогашенной или неснятой судимости за совершение умышленного преступления и ознакомившимся с требованиями охотничьего минимума».
Для получения охотничьего билета лицо, желающее его получить, должно заполнить заявление установленного образца.

## Выдача и регистрация охотничьего билета
Охотничий билет выдаётся компетентным органом исполнительной власти субъекта РФ (Государственная инспекция по охране, контролю и регулированию использования объектов животного мира и среды их обитания). Этот же орган регистрирует выданный охотничий билет в государственном охотхозяйственном реестре, а также аннулирует действие выданных охотничьих билетов.